# Brian Behlendorf

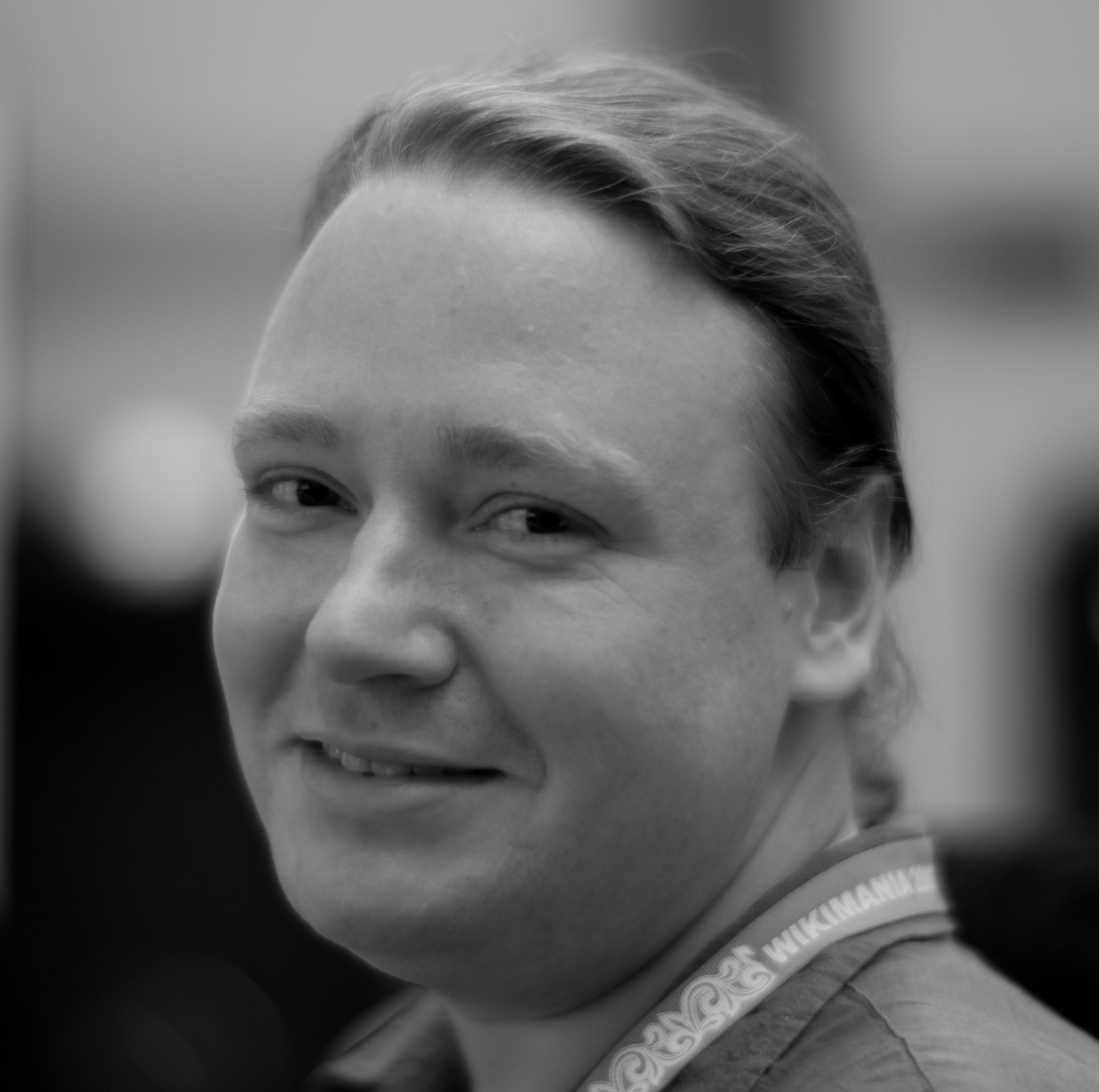
Brian Behlendorf en Wikimania 2007.

 Brian Behlendorf (California, 30 de marzo de 1973) es uno de los pioneros del movimiento internacional de software libre de código abierto. Behlendorf creció en el Sur de California, y desde muy joven, cuando estudiaba en la Universidad de California, Berkeley, se interesó por el desarrollo de internet. Uno de sus primeros proyectos, en 1992, fue una lista de correo electrónica y una fuente de música en línea, SFRaves. Por otra parte, también fue uno de los creadores del Burning Man Festival, y también fundó Hyperreal, una extensa fuente en línea dedicada a la música electrónica y subculturas relacionadas.
Pero si Brian Behlendorf es tan conocido en el mundo de la informática no es por otra cosa que por haber creado el servidor HTTP Apache. La historia se remonta al año 1995, cuando el servidor más popular era mantenido por Robert McCool, de la National Center for Supercomputing Applications (NCSA). Pero al poco tiempo, Rob abandonó su trabajo, y fue entonces cuando Behlendorf - que trabajaba como administrador de redes en el popular y prestigioso sitio de noticias Wired- decidió entrar en contacto vía correo electrónico con un grupo de programadores para comenzar a intercambiar 'parches' al servidor web de la NCSA. Así fue cómo nació el servidor HTTP Apache, que es una abreviatura de 'a patchy server', que en inglés quiere decir 'un servidor emparchado'. En 1999 se creó The Apache Software Foundation, que se derivaba directamente del Apache Group formado en 1995.
Brian Behlendorf fue el presidente principal de tecnología en CollabNet, una compañía que cofundó con O'Reilly & Associates en julio de 1999. Antes de fundar CollabNet, fue el cofundador de Organic Online, en la ciudad de San Francisco. Brian Behlendorf es actualmente director de la Fundación Mozilla y director retirado y presidente de The Apache Software Foundation. En enero de 2006, Brian fue nombrado como Young Global Leader por el foro de Young Global Leaders, un afiliado del foro mundial de economía.